# Qiang (lance)
Pour les articles homonymes, voir Qiang.

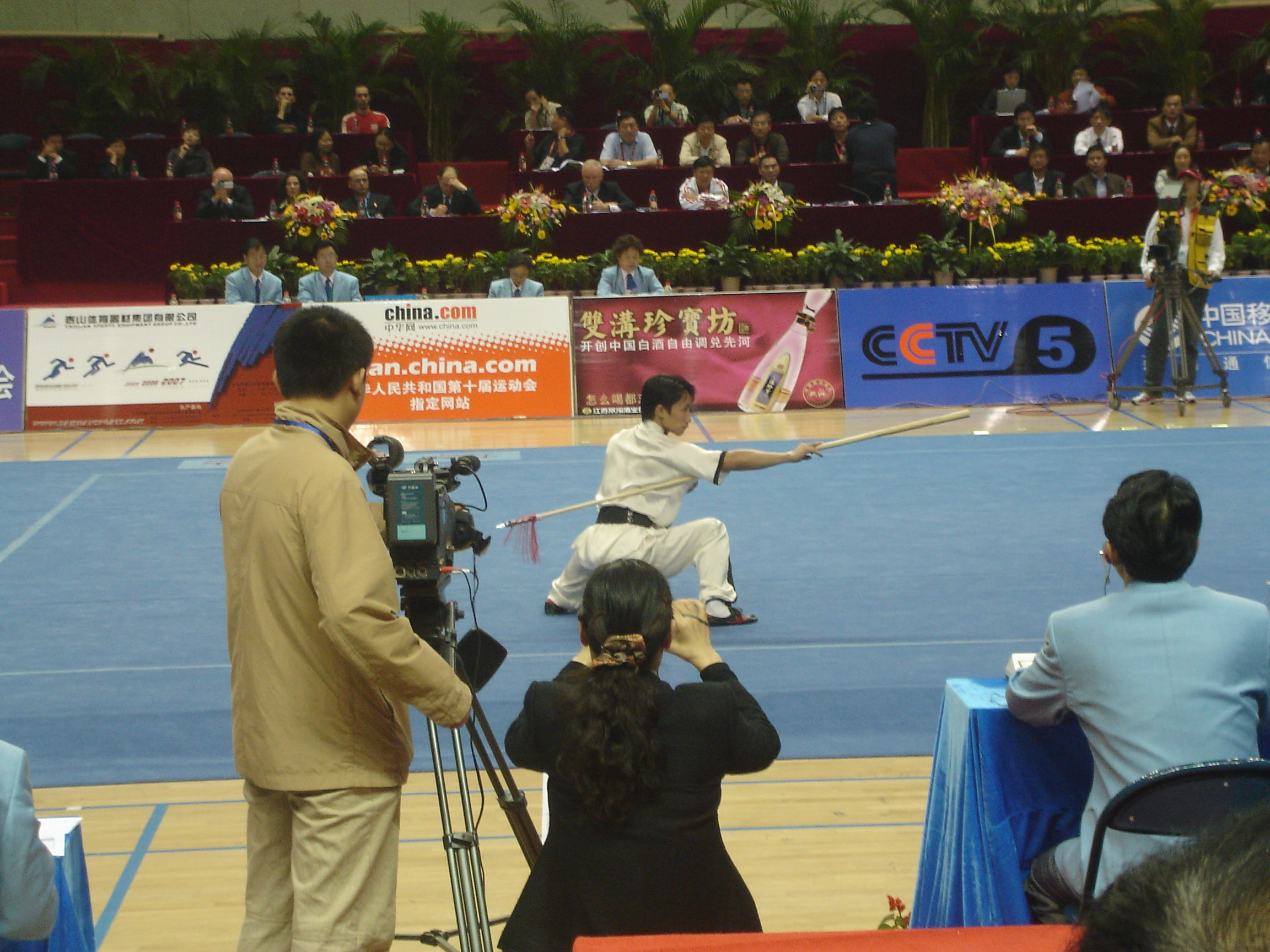
Forme de lance

Qiang (trad : 槍 ; simpl : 枪 ; pinyin : qīang) est un terme chinois désignant une lance, avec ou sans crocs. Dans le Kung-fu Shaolin, elle est surnommée « le roi des armes ». Appartenant à la catégorie des armes longues, elle fait partie des quatre armes de base de l'art martial chinois (avec le bâton, l'épée, et le sabre).

## Description

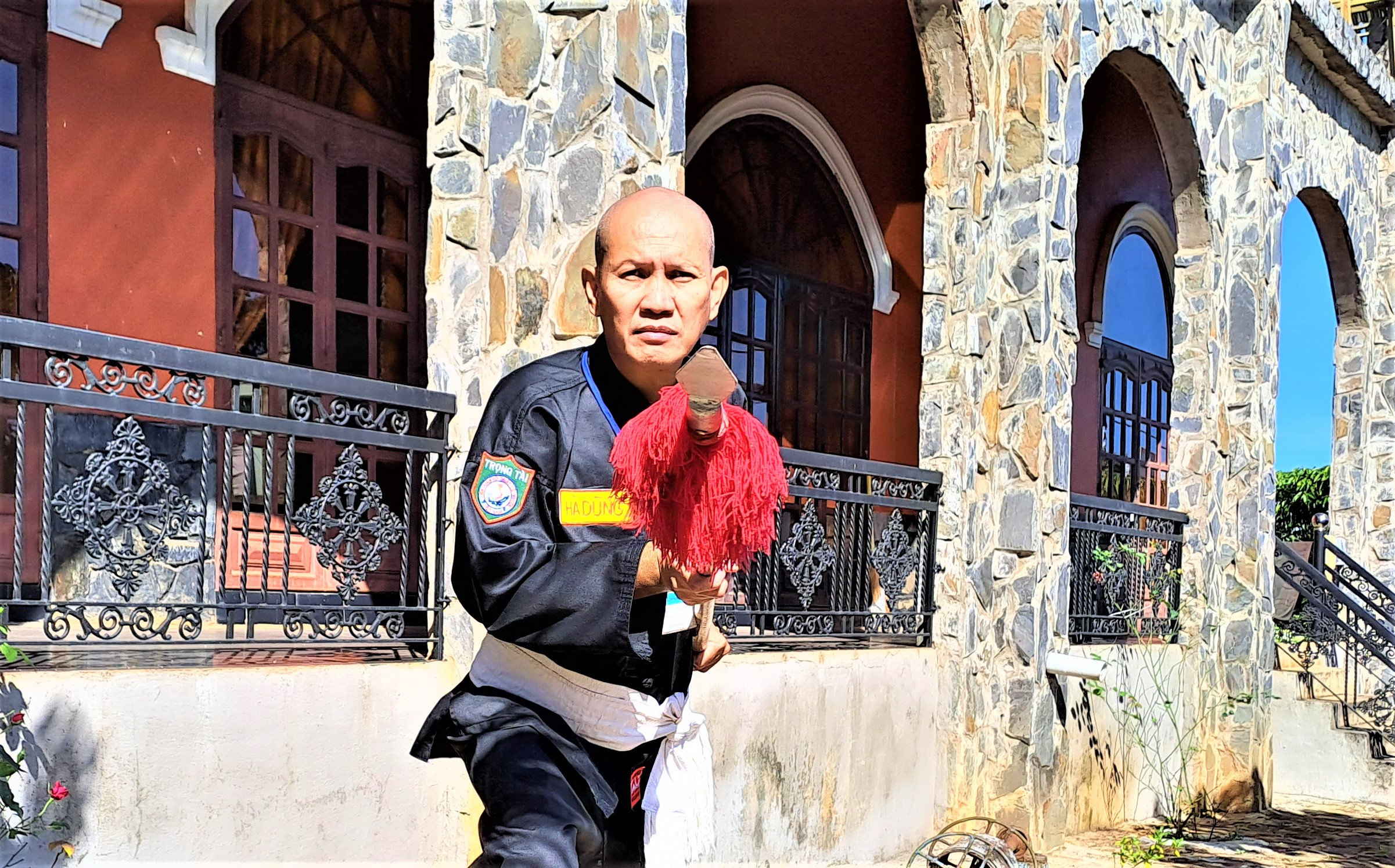
Qiang (lance)

La lance est un bâton long muni d'une pointe acérée. Elle est généralement faite en bois de frêne, qui lui procure résistance et flexibilité.
Afin de tromper l’adversaire, la pointe est dissimulée par de longs fils colorés qui était à l’origine en crin de cheval.
Dans le Nord de la Chine, la lance est tenue avec la main droite sur son talon, tandis que c'est la main gauche qui est utilisée à cet effet dans le Sud.
Sa pratique se nomme Qiangshu. 

## Histoire
Sous les Royaumes Combattants, la lance devient l'arme préférée de l'infanterie, qui peut ainsi se tenir en rangs serrés, et remplace progressivement la hallebarde. Sous les Han, elle est employée aussi bien par la cavalerie que par l'infanterie. Durant la période des Trois Royaumes, son importance continue de croître devant celle de la hallebarde. Sous les Song, l'usage du bâton se développe et est souvent associé à la lance lors de l'apprentissage. Pendant le règne des mongols, la lance à double pointe est privilégiée, possiblement pour faciliter leurs manœuvres à cheval. Un grand nombre de styles pratiquant la lance sont répertoriés dans toutes les régions de la Chine des Ming.
Son maniement impressionna particulièrement les militaires Occidentaux au XIXe siècle à tel point que certains l'estimèrent supérieure à la baïonnette.
À cette époque l'art du combat a la baïonnette diminue en occident victime de l'augmentation de la puissance de feu , alors que la lance chinoise reste utilisée jusqu'à la révolution des Boxer.